# State College
State College és una població dels Estats Units a l'estat de Pennsilvània. Segons el cens del 2000 tenia 38.420 habitants.

## Demografia
Segons el cens del 2000, State College tenia 38.420 habitants, 12.024 habitatges, i 3.306 famílies. La densitat de població era de 3.267,4 habitants/km².
Per edats la població es repartia de la següent manera: un 5,8% tenia menys de 18 anys, un 65,5% entre 18 i 24, un 16,2% entre 25 i 44, un 6,7% de 45 a 60 i un 5,8% 65 anys o més.
L'edat mediana era de 22 anys. Per cada 100 dones de 18 o més anys hi havia 109,1 homes.
La renda mediana per habitatge era de 21.186$ i la renda mediana per família de 54.949$. Els homes tenien una renda mediana de 34.388$ mentre que les dones 27.219$. La renda per capita de la població era de 12.155$. Entorn del 9,7% de les famílies i el 46,9% de la població estaven per davall del llindar de pobresa.

## Poblacions més properes
El següent diagrama mostra les poblacions més properes.